# Хосе де ла Ніеве
Хосе Кельвін де ла Ніеве Лінарес (ісп. José Kelvin de la Nieve Linares; 28 серпня 1986, Домініканська Республіка) — іспанський боксер, призер чемпіонатів Європи.

## Аматорська кар'єра
Хосе де ла Ніеве народився у Домініканській Республіці, з 2000 року став громадянином Іспанії.
2005 року Хосе де ла Ніеве завоював бронзову медаль на Середземноморських іграх. На чемпіонаті світу 2005 програв у першому бою.
На чемпіонаті Європи 2006 програв у другому бою.
2007 року став срібним призером чемпіонату Євросоюзу, програвши у фіналі Палу Бедак (Угорщина). На чемпіонаті світу 2007 у другому бою програв французу Нордіну Убаалі.
Хосе де ла Ніеве кваліфікувався на Олімпійські ігри 2008 і був там єдиним іспанським боксером. На Олімпіаді в першому бою програв Луїсу Янесу (США) — 9-12.
Того ж року на чемпіонаті Європи завоював срібну медаль.
- У чвертьфіналі переміг Лукаша Мащика (Польща) — 7-3
- У півфіналі переміг Ферхата Пехлівана (Туреччина) — 6(+)-6
- У фіналі програв Оганесу Даніеляну (Вірменія) — 6-7

На чемпіонаті світу 2009 переміг трьох суперників, а у чвертьфіналі програв Давиду Айрапетяну (Росія) — 3-12.
На чемпіонаті Європи 2010 завоював бронзову медаль.
- В 1/8 фіналу переміг Лукаша Мащика (Польща) — 6-1
- У чвертьфіналі переміг Ферхата Пехлівана (Туреччина) — 2-1
- У півфіналі програв Педді Барнсу (Ірландія) — 3-6

На чемпіонаті Європи 2011 пепеміг в першому бою Оганеса Даніеляна (Вірменія) — 14-13, а у чвертьфіналі програв Чарлі Едвардсу (Англія) — 13-16.
на чемпіонаті світу 2011 переміг двох суперників, а у чвертьфіналі програв Давиду Айрапетяну (Росія) — 8-15.
На Олімпійських іграх 2012 програв у першому бою Карлосу Кіпо (Еквадор) — 11-14.
2013 року Хосе де ла Ніеве перейшов до найлегшої ваги. На чемпіонаті Європи 2013 програв в першому бою Ельвіну Мамішзаде (Азербайджан). Того ж року став чемпіоном Середземноморських ігор, здолавши у фіналі Вінченцо Пікарді (Італія).
2014 року завоював бронзову медаль на чемпіонаті Євросоюзу.
На Європейських іграх 2015 програв у першому бою Даніелю Асенову (Болгарія).
На чемпіонаті Європи 2015 завоював бронзову медаль.
- У чвертьфіналі переміг Еліє Конкі (Франція) — TKOI 3
- У півфіналі програв Мухаммаду Алі (Англія) — 0-3

У сезоні 2014—2015 Хосе де ла Ніеве провів п'ять поєдинків, з яких переміг лише в одному, у складі британської команди British Lionhearts в боксерській лізі World Series Boxing (WSB).